# Vitaly Janelt
Vitaly Janelt (ur. 10 maja 1998 w Hamburgu) – niemiecki piłkarz, występujący na pozycji pomocnika w angielskim klubie Brentford. Były młodzieżowy reprezentant Niemiec. 